# Escadrille S.39
 (février 2016).
Si vous disposez d'ouvrages ou d'articles de référence ou si vous connaissez des sites web de qualité traitant du thème abordé ici, merci de compléter l'article en donnant les références utiles à sa vérifiabilité et en les liant à la section « Notes et références ».
L'escadrille 39 est une unité de l'armée française créée au début de la Première Guerre mondiale en tant qu'escadrille CM 39. Créée comme unité de reconnaissance, elle a été dissoute après l'invasion de la zone libre par l'armée allemande en novembre 1942.
C'est dans cette escadrille que Joseph Kessel s'était enrôlé comme engagé volontaire en 1917.